# عشق ابدی (فیلم ۱۹۱۳)
عشق ابدی (انگلیسی: Love Everlasting) یک فیلم به کارگردانی ماریو کازرینی است که در سال ۱۹۱۳ منتشر شد. از بازیگران آن می‌توان به ماریو بنارد، جانپائولو روسمینو، امیلیو پتاچی و ماریا کازرینی اشاره کرد.